# Rocco Altieri
Rocco Altieri (Monteleone di Puglia, 21 settembre 1955) è un pacifista italiano, studioso del pensiero legato alla nonviolenza, in particolare delle figure del Mahatma Gandhi e di Aldo Capitini.
È responsabile della rivista Quaderni di Satyagraha. Attualmente (2012) insegna come professore a contratto Teoria e prassi della nonviolenza all'Università di Pisa.

## Biografia

### Formazione
Riceve un'educazione religiosa nel periodo post-conciliare, e si interessa subito ai temi della pace e della giustizia sociale; a 16 anni aderisce e si fa attivista in gruppi politici della sinistra cristiana, (comunità di base, Movimento Internazionale di Riconciliazione, movimento dei cristiani per il socialismo). Ispirandosi alla Scuola di Barbiana, durante gli anni universitari presta la sua opera in doposcuola per i bambini dei quartieri poveri di Napoli. Si laurea in Sociologia e in Lettere moderne all'Università degli Studi di Napoli Federico II, e consegue il Magistero in Scienze Religiose alla Pontificia Facoltà Teologica dell'Italia meridionale.
Sostenitore dell'obiezione di coscienza, manifesta la sua solidarietà verso gli obiettori ancora in carcere,  prima dell'approvazione della legge che ne riconosce la legittimità.  
Fautore delle politiche del disarmo unilaterale e della messa al bando delle armi nucleari, negli ultimi anni '70 partecipa alla nascita della Legambiente.
Chiamato come esperto in scienze sociali nel 1982 ai lavori del Sinodo della Chiesa di Napoli, contribuisce alla stesura dei documenti sinodali sui temi della pace e dell'impegno ecclesiale contro la violenza organizzata. Negli anni'80 partecipa alla fondazione del gruppo napoletano di Pax Christi, e partecipa alle lotte contro l'installazione dei missili nucleari a Comiso, opponendosi al trasferimento del comando della US Navy a Capodichino e alla costruzione delle centrali nucleari.
Si fa anche promotore della nascita della lista Verdi a Napoli, ma ben presto se ne distacca, cercando un attivismo fuori dai limiti della politica di professione, e in un ambito educativo, secondo gli auspici di Aldo Capitini e Lanza del Vasto, due dei principali fautori italiani della nonviolenza.

### Gli anni di Pisa e gli Studi sulla Pace
Giunto, infine, a Pisa, coordina nei primi anni novanta, con il prof. Enrico Taliani, i seminari su “La violenza nel sistema mondo” presso la Facoltà di Scienze politiche dell'Università di Pisa, invitando a tenervi lezione i maggiori studiosi dei conflitti e della nonviolenza, da Johan Galtung a Danilo Dolci.
Da questo lavoro e da questi incontri viene il tentativo di strutturare meglio la ricerca e la formazione universitaria sui temi della guerra e della pace, riuscendo ad aggregare un nucleo di ricercatori e docenti interessati a costituire un centro universitario di scienze per la pace.
Nasce così nel 1998 il CISP (Centro Interdisciplinare Scienze per la Pace) dell'Università di Pisa da cui poi si svilupparono dell'anno accademico 2000/01 i corsi di laurea triennale e magistrale in Scienze per la Pace.
Outsider universitario, Altieri cerca di aprire la strada anche in Italia ai Peace Studies, (ma anche a Kenneth Boulding, Anatol Rapoport, Gene Sharp, Johan Galtung), 
e di diffondere maestri della nonviolenza italiani (come Aldo Capitini, don Milani, Lanza del Vasto, Danilo Dolci, ecc., con particolari riflessioni religiose), superando la diffidenza dal mondo accademico, e considerandoli all'interno della ricerca scientifica.
Propone allora la ricerca della pace come uno studio scientifico di proposte e metodi concreti, con il compito di acquisire, secondo le idee dette nel 1992 nell'Agenda per la Pace di Boutros Boutros-Ghali, sulle capacità funzionali per sostituire gli eserciti e gli armamenti nella difesa, e gestire crisi internazionali.
Come membro del consiglio scientifico del CISP, Rocco Altieri ispira la nascita nell'anno accademico 2000/2001 del corso di laurea in Scienze per la Pace dell'Università di Pisa, per proporre la ricerca e la formazione di una cultura della trasformazione nonviolenta dei conflitti.
Il corso di laurea, legato all'inter-disciplinarità, viene insegnato da Altieri come corso di "teoria e prassi della nonviolenza",  nel pensiero dei maestri fondatori, e appunto nello studio della 
trasformazione nonviolenta dei conflitti per la costruzione della pace.

Questo corso di laurea ha avuto negli ultimi anni forti contestazioni.
Altieri svolge inoltre attività di conferenziere e di docente, in varie Università italiane e in altri ambiti.
Si interessa anche di vari ambiti del consumo alternativo e della legalità.
A livello internazionale ha promosso e sostenuto iniziative di nonviolenza nei Balcani, nel conflitto palestinese-israeliano, e con Assefa nel sostegno ai villaggi indiani, in collaborazione con “Colombia Vive!”, in Iraq per il movimento Laonf, analizzando i conflitti mediorientali.
IL 22 agosto del 2010 ha iniziato un digiuno, protrattosi per sette giorni, al fine di garantire il  diritto allo studio di lavoratori ed immigrati, a cui una delibera del comune di Pisa prevedeva un taglio dei fondi. Il digiuno si è interrotto solo dopo un comunicato della Regione Toscana che ha ribaltato la delibera e confermato i corsi per l'anno accademico 2010/2011.
Il 18 novembre 2010 è stato insignito del premio Zamenhof - La voce della pace.

## Principali pubblicazioni
- Aldo Capitini e la nonviolenza in Non violenza e giustizia nei testi sacri delle religioni orientali, Atti del Convegno della Facoltà di Lettere dell'Università di Pisa, 24-26 maggio 1995, Biblioteca di Filosofie e Religioni Comparate, Pisa, Giardini Editori, 1999, pp. 303–312.
- La rivoluzione nonviolenta, 1ª ed. Pisa, BFS, 1998, 2edizione Pisa, BFS, 2003. Aldo Capitini: la nonviolenza come prassi educativa, in Iprase Trentino, Maestri e scolari di non violenza, Milano, Franco Angeli, 2000, pp. 77–118 (tradotto in inglese nel 2008 dall'International Gandhian Institute for Nonviolence and Peace, India, IGINP BOOKS, 2008.
- Il programma costruttivo della nonviolenza, in “Rassegna di teologia”, n.2, Cinisello B. (Mi), San Paolo, marzo-aprile 2002, anno XLIII, pp. 199–219.
- Le scienze per la pace e la formazione al metodo nonviolento, in “Quaderni Satyagraha”, n.1, Pisa, Centro Gandhi, 2002 , pp. 5–25.
- La nonviolenza dei popoli può sconfiggere la guerra, Pisa, Plus, 2003.
- Pacifismo e nonviolenza, Pisa, Plus, 2003.
- Nonviolenza per Gerusalemme, Pisa, Plus, 2004.
- La gioia della povertà conviviale, Pisa, Plus, 2004
- L'11 settembre di Gandhi, Pisa, Centro Gandhi,

Ha curato e introdotto in traduzione italiana i seguenti classici del pensiero nonviolento:
- M. Gandhi, Una guerra senza violenza, Firenze, LEF, 2005.
- M. Gandhi, Hind Swaraj, Pisa, Centro Gandhi Edizioni, 2009.
- J. Galtung, Affrontare il conflitto. Trascendere e trasformare, Pisa, Plus, 2008.
- E. Kripperdorff, Lo Stato e la Guerra, Pisa, Centro Gandhi Edizioni, 2009.